# Rodmošci
Rodmošci so naselje v Občini Gornja Radgona.